# Kendira
Kendira là một đô thị thuộc tỉnh Béjaïa, Algérie. Dân số thời điểm năm 2002 là 6.687 người.